# ANP32D
ANP32D (англ. Acidic nuclear phosphoprotein 32 family member D) – білок, який кодується однойменним геном, розташованим у людей на короткому плечі 12-ї хромосоми. Довжина поліпептидного ланцюга білка становить 131 амінокислот, а молекулярна маса — 14 806.
| 10         |  | 20         |  | 30         |  | 40         |  | 50         |
| ---------- |  | ---------- |  | ---------- |  | ---------- |  | ---------- |
| MEMGKWIHLE |  | LRNRTPSDVK |  | ELFLDNSQSN |  | EGKLEGLTDE |  | FEELELLNTI |
| NIGLTSIANL |  | PKLNKLKKLE |  | LSSNRASVGL |  | EVLAEKCPNL |  | IHLNLSGNKI |
| KDLSTIEPLK |  | KLENLESLDL |  | FTCEVTNLNN |  | Y          |  |            |

A: Аланін

C: Цистеїн

D: Аспарагінова кислота

E: Глутамінова кислота

F: Фенілаланін

G: Гліцин

H: Гістидин

I: Ізолейцин

K: Лізин

L: Лейцин

M: Метіонін

N: Аспарагін

P: Пролін

Q: Глутамін

R: Аргінін

S: Серин

T: Треонін

V: Валін

W: Триптофан